# Montsià

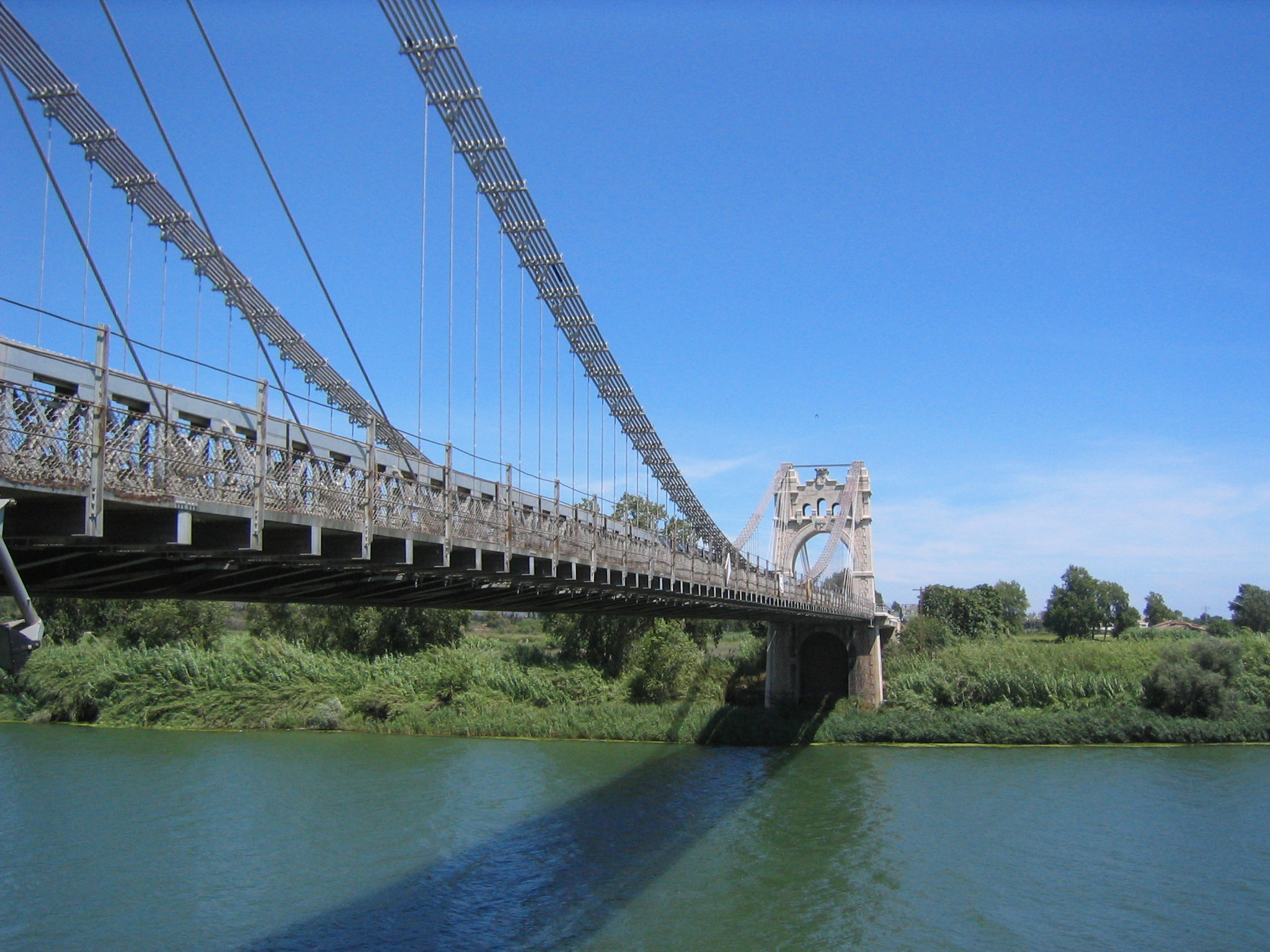
Amposta

Montsià (spanyolul Montsiá) járás (comarca) Katalóniában, Tarragona tartományban. A járást 1936-ban hozták létre. Montsià Baix Ebre, Matarraña és Baix Maestrat comarcákkal határos.

## Települések
A település utáni szám a népességet mutatja. Az adatok 2001 szerintiek.
- Alcanar - 8 032
- Amposta - 16 865
- Freginals - 381
- La Galera - 749
- Godall - 713
- Mas de Barberans - 682
- Masdenverge - 950
- Sant Carles de la Ràpita - 11 572
- Sant Jaume d'Enveja - 3 309
- Santa Bàrbara - 3 398
- La Sénia - 5 365
- Ulldecona - 5 534